# Plaza Hotel
Pour les articles homonymes, voir Hôtel Plaza.
Le Plaza Hotel est l'un des plus célèbres hôtels de la ville de New York.

## Situation
L'hôtel est situé en face de Central Park, sur la cinquième avenue, dans l'arrondissement de Manhattan, à l'angle de Grand Army Plaza. Conçu par l'architecte Henry Janeway Hardenbergh, et construit en 1907, c'est un immeuble massif dont l'esthétique rappelle celle des châteaux français de la Renaissance. Il offre un réel contraste avec les gratte-ciel alentour, à l'architecture plus moderne, voire futuriste.

## Histoire
En 1988, l'investisseur immobilier Donald Trump rachète le Plaza pour la somme de 407 millions de dollars. Il écrit alors dans le New York Times : « Je n'ai pas acheté un immeuble ; j'ai acheté un chef-d'œuvre ». 
Trump nomme sa femme Ivana Trump présidente de l'hôtel. Malgré une rénovation d'un coût de 50 millions de dollars et un bénéfice d'exploitation positif, les recettes ne sont pas suffisamment importantes pour faire face aux remboursements de la lourde dette contractée par Trump pour l'achat de l'hôtel. Donald Trump met alors en vente des suites de l’hôtel, qui sont organisées en copropriété afin de rembourser la dette. Un accord est conclu pour les créanciers du Plaza, afin de prendre une participation de 49 % dans l'hôtel en échange d'une remise de 250 millions de dollars de dettes et d'une réduction des taux d'intérêt. 
Malgré ces négociations, les dettes trop élevées obligent Donald Trump à revendre l’hôtel pour 325 millions de dollars à Troy Richard Campbell et au prince saoudien Al-Walid en 1995. En 2004, l'hôtel est revendu à El-Ad Properties pour 675 millions de dollars.
Le Plaza Hotel ferme en 2005 pour une importante rénovation, avant de rouvrir le 1er mars 2008, proposant 282 chambres et 152 appartements privés, gérés par Fairmont Hotels and Resorts. Le diamantaire Lev Leviev est le premier acheteur d'un appartement au Plaza pour la somme de 10 millions de dollars. 
Le 22 septembre 1985, les accords du Plaza, pour une intervention des banques centrales concernant les politiques monétaires sur les marchés internationaux, y sont signés entre cinq grands pays du G7.

## Dans la culture populaire
À l'instar de nombreux bâtiments new-yorkais, le Plaza Hotel apparaît dans de nombreuses sitcoms américaines se déroulant à New York, ainsi que dans de nombreux films et séries télé, parmi lesquels La Mort aux trousses (1959), Cotton Club (1984), Stargate (1994), Les Soprano (1999-2007), Plaza Suite, Meilleures Ennemies, Nos plus belles années, Le Vampire de ces dames, Maman j'ai encore raté l'avion, Crocodile Dundee, Bride Wars et plus récemment Suits (2015).